# Neuseeländische Cricket-Nationalmannschaft in Simbabwe in der Saison 2000/01
Die Tour der neuseeländischen Cricket-Nationalmannschaft nach Simbabwe in der Saison 2000/01 fand vom 1. September bis zum 1. Oktober 2000 statt. Die internationale Cricket-Tour war Teil der internationalen Cricket-Saison 2000/01 und umfasste zwei Test Matches und drei ODIs. Neuseeland gewann die Testserie 2-0, während Simbabwe die ODI-Serie 2-1 gewann.

## Vorgeschichte
Für beide Mannschaften war es die erste Tour der Saison. Das letzte Aufeinandertreffen der beiden Mannschaften bei einer Tour fand in der Saison 1997/98 in Neuseeland statt.

## Stadien
Für die Tour wurden folgende Stadien als Austragungsorte vorgesehen.
| Stadion            | Stadt    | Kapazität | Spiele                  |
| ------------------ | -------- | --------- | ----------------------- |
| Queens Sports Club | Bulawayo | 9.000     | 1. Test; 2. ODI; 3. ODI |
| Harare Sports Club | Harare   | 10.000    | 2. Test; 1. ODI         |

## Kader
Die folgenden Kader wurden von den Mannschaften bekanntgegeben.
| Test | Test | ODI | ODI |
| Simbabwe | Neuseeland | Simbabwe | Neuseeland |
| --- | --- | --- | --- |
| - Heath Streak (K) - Alistair Campbell - Stuart Carlisle - Andy Flower (wk) - Grant Flower - Mpumelelo Mbangwa - David Mutendera - Mluleki Nkala - Henry Olonga - Gavin Rennie - Bryan Strang - Paul Strang - Guy Whittall - Craig Wishart | - Stephen Fleming (K) - Nathan Astle - Chris Cairns - Matthew Hope - Craig McMillan - Dion Nash - Shayne O’Connor - Adam Parore (wk) - Mark Richardson - Mathew Sinclair - Craig Spearman - Scott Styris - Daryl Tuffey - Daniel Vettori - Paul Wiseman | - Heath Streak (K) - Gary Brent - Stuart Carlisle - Andy Flower (wk) - Trevor Gripper - Mpumelelo Mbangwa - David Mutendera - Mluleki Nkala - Daniel Peacock - Ray Price - Gavin Rennie - Bryan Strang - Dirk Viljoen - Guy Whittall - Craig Wishart | - Stephen Fleming (K) - Geoff Allott - Nathan Astle - Chris Harris - Craig McMillan - Dion Nash - Chris Nevin (wk) - Shayne O’Connor - Adam Parore (wk) - Craig Spearman - Scott Styris - Glen Sulzberger - Daryl Tuffey - Roger Twose |

## Tour Matches
| 1. – 3. September Scorecard | Mutare | New Zealanders 339-9d (88.5) & 263-3d (75) | – | Zimbabwe President’s XI 205 (79.2) & 96-3 (54) |
|                             |        | Remis                                      |   |                                                |

| 7. – 9. September Scorecard | Kwekwe | New Zealanders 677-7d (196) & 137-3d (37) | – | Simbabwe A 168 (62.5) & 72-3 (15) |
|                             |        | Remis                                     |   |                                   |

| 25. September Scorecard | Harare | New Zealanders 282-8 (50)          | – | CFX Academy 214 (48) |
|                         |        | New Zealanders gewinnt mit 68 Runs |   |                      |

## Test Matches

### Erster Test in Bulawayo
| 12. – 16. September Scorecard | Bulawayo | Simbabwe 350 (175.2) & 119 (67.5) | – | Neuseeland 338 (153.5) & 132-3 (45.4) |
|                               |          | Neuseeland gewinnt mit 7 Wickets  |   |                                       |

### Zweiter Test in Harare
| 19. – 23. September Scorecard | Harare | Neuseeland 465 (160.3) & 74-2 (15.2) | – | Simbabwe 166 (92) & 370 (178.3) (f/o) |
|                               |        | Neuseeland gewinnt mit 8 Wickets     |   |                                       |

## One-Day Internationals

### Erstes ODI in Harare
| 27. September Scorecard | Harare | Simbabwe 183-8 (50)              | – | Neuseeland 184-3 (40.5) |
|                         |        | Neuseeland gewinnt mit 7 Wickets |   |                         |

### Zweites ODI in Bulawayo
| 30. September Scorecard | Bulawayo | Simbabwe 273-5 (50)          | – | Neuseeland 252 (48.5) |
|                         |          | Simbabwe gewinnt mit 21 Runs |   |                       |

### Drittes ODI in Bulawayo
| 1. Oktober Scorecard | Bulawayo | Neuseeland 264-8 (50)          | – | Simbabwe 268-4 (47.5) |
|                      |          | Simbabwe gewinnt mit 6 Wickets |   |                       |

## Statistiken
Die folgenden Cricketstatistiken wurden bei dieser Tour erzielt.
| Tests             | Tests      | Tests   | Tests   | Tests   | Tests   | Tests   | Tests   | Tests   |
| Batting           | Batting    | Batting | Batting | Batting | Batting | Batting | Batting | Batting |
| Spieler           | Mannschaft | Spiele  | Innings | Runs    | Average | HS      | 100s    | 50s     |
| ----------------- | ---------- | ------- | ------- | ------- | ------- | ------- | ------- | ------- |
| Guy Whittall      | Simbabwe   | 1       | 2       | 197     | 197,00  | 188*    | 1       | 0       |
| Chris Cairns      | Neuseeland | 2       | 3       | 176     | 88,00   | 124     | 1       | 0       |
| Andy Flower       | Simbabwe   | 2       | 4       | 164     | 41,00   | 65      | 0       | 1       |
| Alistair Campbell | Simbabwe   | 2       | 4       | 143     | 35,75   | 88      | 0       | 1       |
| Mathew Sinclair   | Neuseeland | 2       | 4       | 134     | 67,00   | 44      | 0       | 0       |
| Bowling           |            |         |         |         |         |         |         |         |
| Spieler           | Mannschaft | Spiele  | Overs   | Wickets | Average | BBI     | 5W      | 10W     |
| Paul Strang       | Simbabwe   | 2       | 110.3   | 12      | 19,83   | 8/109   | 1       | 1       |
| Chris Cairns      | Neuseeland | 2       | 93.2    | 11      | 20,09   | 5/31    | 1       | 0       |
| Shayne O’Connor   | Neuseeland | 2       | 112     | 9       | 20,77   | 4/73    | 0       | 0       |
| Paul Wiseman      | Neuseeland | 2       | 100     | 8       | 25,87   | 5/90    | 1       | 0       |
| Nathan Astle      | Neuseeland | 2       | 79      | 5       | 25,60   | 2/22    | 0       | 0       |

| ODIs              | ODIs       | ODIs    | ODIs    | ODIs    | ODIs    | ODIs    | ODIs    | ODIs    |
| Batting           | Batting    | Batting | Batting | Batting | Batting | Batting | Batting | Batting |
| Spieler           | Mannschaft | Spiele  | Innings | Runs    | Average | HS      | 100s    | 50s     |
| ----------------- | ---------- | ------- | ------- | ------- | ------- | ------- | ------- | ------- |
| Alistair Campbell | Simbabwe   | 3       | 3       | 214     | 107,00  | 99*     | 0       | 2       |
| Roger Twose       | Neuseeland | 3       | 3       | 197     | 98,50   | 70*     | 0       | 3       |
| Craig Spearman    | Neuseeland | 3       | 3       | 159     | 53,00   | 86      | 0       | 2       |
| Craig McMillan    | Neuseeland | 3       | 3       | 117     | 58,50   | 78      | 0       | 1       |
| Andy Flower       | Simbabwe   | 3       | 3       | 99      | 33,00   | 46      | 0       | 0       |
| Bowling           |            |         |         |         |         |         |         |         |
| Spieler           | Mannschaft | Spiele  | Overs   | Wickets | Average | BBI     | 5W      | 10W     |
| Heath Streak      | Simbabwe   | 3       | 27      | 5       | 23,60   | 3/50    | 0       | 0       |
| Shayne O’Connor   | Neuseeland | 2       | 15.5    | 4       | 18,50   | 2/18    | 0       | 0       |
| Craig McMillan    | Neuseeland | 3       | 13      | 3       | 19,00   | 2/41    | 0       | 0       |
| Mluleki Nkala     | Simbabwe   | 3       | 9.5     | 3       | 19,66   | 2/20    | 0       | 0       |
| Bryan Strang      | Simbabwe   | 2       | 17      | 3       | 23,66   | 2/56    | 0       | 0       |
| Glen Sulzberger   | Neuseeland | 3       | 22      | 3       | 34,00   | 1/28    | 0       | 0       |
| Nathan Astle      | Neuseeland | 3       | 27      | 3       | 34,66   | 3/24    | 0       | 0       |
| Paul Strang       | Simbabwe   | 3       | 28      | 3       | 40,66   | 1/33    | 0       | 0       |
| Dirk Viljoen      | Simbabwe   | 3       | 24      | 3       | 45,66   | 3/46    | 0       | 0       |

## Player of the Match
Als Player of the Match wurden die folgenden Spieler ausgezeichnet.
| Spiel   | Player of the Match |
| ------- | ------------------- |
| 1. Test | Paul Wiseman        |
| 2. Test | Chris Cairns        |
| 1. ODI  | Nathan Astle        |
| 2. ODI  | Heath Streak        |
| 3. ODI  | Alistair Campbell   |